# Jenson Brooksby
Jenson Brooksby, né le 26 octobre 2000 à Sacramento, est un joueur de tennis américain, professionnel depuis 2018.

## Biographie
Jenson Brooksby est autiste. Il ne parle pas avant l'âge de quatre ans et, durant son enfance, il passe une quarantaine d'heures par semaine avec un thérapeute.

## Carrière
Champion des États-Unis des moins de 18 ans, Jenson Brooksby reçoit une wild card pour disputer l'US Open en 2018. Il est battu au premier tour par John Millman. Il est également demi-finaliste du tournoi junior.
En 2019, il remporte ses trois premiers titres en Futures à Bakersfield, Champaign et Decatur. Peu après, il se qualifie pour l'US Open où il bat Tomáš Berdych (6-1, 2-6, 6-4, 6-4) qui disputait le dernier match de sa carrière. Il rejoint ensuite les rangs de l'université Baylor. Après avoir manqué 14 mois de compétition en raison d'une blessure à l'orteil, il annonce en décembre 2020 son intention de passer professionnel.

### 2021: huitièmes de finale à l'US Open et première finale ATP
Jenson Brooksby se révèle véritablement en 2021 sur le circuit Challenger en s'imposant à Potchefstroom, Orlando et Tallahassee. En juillet, il se qualifie pour la finale du tournoi ATP de Newport, sa première en carrière, mais il doit s'incliner contre Kevin Anderson (6-7, 4-6).
Lors de l'US Open, il se qualifie pour la première fois de sa carrière en huitièmes de finale d'un Grand Chelem, où il doit affronter le numéro 1 mondial Novak Djokovic. À la surprise générale, l'Américain gagne le premier set 6-1 en 29 minutes, mais il ne parvient pas à résister physiquement et est défait en quatre sets (1-6, 6-3, 6-2, 6-2).

### 2023: suspension provisoire
À l'occasion de l'Open d'Australie, Brooksby parvient à écarter au deuxième tour le Norvégien Casper Ruud, numéro 2 mondial (6-3, 7-5, 64-7, 6-2), avant d'être éliminé au tour suivant par son compatriote Tommy Paul. Il n'apparaît pas en compétition par la suite en raison de deux opérations à un poignet.
En juillet 2023, il est suspendu provisoirement par l'International Tennis Integrity Agency (ITIA), pour avoir manqué trois tests antidopage sur une période de 12 mois. Le joueur nie ces accusations et dit attendre un arbitrage avec un tribunal indépendant.

### 2025: premier titre à Houston et finale à Eastbourne
Revenant progressivement sur le circuit après sa suspension, il sort des qualifications sur la terre battue de Houston en avril et sort le Japonais Taro Daniel (6-4, 6-4) et revient après avoir sauvé une balle de match contre le Chilien Alejandro Tabilo (3-6, 6-4, 7-6). Il remonte une nouvelle fois un handicap de un set à zéro contre Aleksandar Kovacevic (2-6, 6-3, 6-4) et s'impose contre la tête de série numéro une Tommy Paul, treizième joueur mondial (7-6, 3-6, 7-6) de nouveau en écartant une balle de match. Il rencontre en finale son compatriote Frances Tiafoe, ancien vainqueur et finaliste l'année passée et s'impose (6-4, 6-2) pour remporter son premier titre ATP.
Il joue une deuxième finale juste avant le tournoi de Wimbledon fin juin à Eastbourne. Repêché des qualifications, il écarte l'Argentin Francisco Comesaña (7-6, 6-4), le Portugais Nuno Borges (6-4, 6-4) et le vétéran local Daniel Evans (6-2, 6-3). En demi-finale, il surprend le Français Ugo Humbert (6-7, 6-4, 6-4) mais voit le titre s'envoler contre le patron des lieux, son compatriote Taylor Fritz, vainqueur de son quatrième trophée ici (5-7, 1-6).

## Palmarès

### Titres en simple messieurs
| No | Date       | Nom et lieu du tournoi                                        | Catégorie | Dotation  | Surface      | Finaliste      | Score    |          |
| -- | ---------- | ------------------------------------------------------------- | --------- | --------- | ------------ | -------------- | -------- | -------- |
| 1  | 31-03-2025 | Fayez Sarofim & Co. US Men's Clay Court Championship, Houston | ATP 250   | 680 140 $ | Terre (ext.) | Frances Tiafoe | 6-4, 6-2 | Parcours |

### Finales en simple messieurs
| No | Date       | Nom et lieu du tournoi            | Catégorie | Dotation  | Surface      | Vainqueur      | Score      |          |
| -- | ---------- | --------------------------------- | --------- | --------- | ------------ | -------------- | ---------- | -------- |
| 1  | 12-07-2021 | Hall of Fame Open, Newport        | ATP 250   | 466 870 $ | Gazon (ext.) | Kevin Anderson | 7-68, 6-4  | Parcours |
| 2  | 07-02-2022 | Dallas Open, Dallas               | ATP 250   | 708 530 $ | Dur (int.)   | Reilly Opelka  | 7-65, 7-63 | Parcours |
| 3  | 25-07-2022 | Atlanta Open, Atlanta             | ATP 250   | 708 530 $ | Dur (ext.)   | Alex de Minaur | 6-3, 6-3   | Parcours |
| 4  | 23-06-2025 | Lexus Eastbourne Open, Eastbourne | ATP 250   | 756 875 € | Gazon (ext.) | Taylor Fritz   | 7-5, 6-1   | Parcours |

## Parcours dans les tournois du Grand Chelem

### En simple
| Année | Open d'Australie | Open d'Australie | Internationaux de France | Internationaux de France | Wimbledon      | Wimbledon      | US Open         | US Open         |
| ----- | ---------------- | ---------------- | ------------------------ | ------------------------ | -------------- | -------------- | --------------- | --------------- |
| 2018  | —                | —                | —                        | —                        | —              | —              | 1er tour (1/64) | John Millman    |
| 2019  | —                | —                | —                        | —                        | —              | —              | 2e tour (1/32)  | N. Basilashvili |
|       |                  |                  |                          |                          |                |                |                 |                 |
| 2021  | —                | —                | 1er tour (1/64)          | Aslan Karatsev           | —              | —              | 1/8 de finale   | Novak Djokovic  |
| 2022  | —                | —                | 1er tour (1/64)          | Pablo Cuevas             | 3e tour (1/16) | Cristian Garín | 3e tour (1/16)  | Carlos Alcaraz  |
| 2023  | 3e tour (1/16)   | Tommy Paul       | —                        | —                        | —              | —              | —               | —               |
|       |                  |                  |                          |                          |                |                |                 |                 |
| 2025  | 1er tour (1/64)  | Taylor Fritz     | 2e tour (1/32)           | Sebastian Korda          | 2e tour (1/32) | João Fonseca   |                 |                 |

N.B. : à droite du résultat se trouve le nom de l'ultime adversaire.

## Parcours dans lesMasters 1000
| Année | Indian Wells            | Miami                     | Monte-Carlo | Madrid               | Rome                  | Canada                   | Cincinnati           | Shanghai | Paris |
| ----- | ----------------------- | ------------------------- | ----------- | -------------------- | --------------------- | ------------------------ | -------------------- | -------- | ----- |
| 2021  | 2e tour A. Zverev       | —                         | —           | —                    | —                     | 1er tour N. Basilashvili | —                    | n.o.     | —     |
| 2022  | 1/8 de finale C. Norrie | 1/8 de finale D. Medvedev | —           | 1er tour R. Bautista | 1/8 de finale C. Ruud | 2e tour R. Bautista      | 1er tour T. Paul     | n.o.     | —     |
|       |                         |                           |             |                      |                       |                          |                      |          |       |
| 2025  | 3e tour J. Draper       | 1er tour R. Safiullin     | —           | —                    | —                     | 1er tour C. Moutet       | 3e tour K. Khachanov |          |       |

N.B. : sous le résultat se trouve le nom de l’ultime adversaire.

## Victoires sur le top 10
Toutes ses victoires sur des joueurs classés dans le top 10 de l'ATP lors de la rencontre.
| Légende      |
| Grand Chelem |
| Masters 1000 |
| 500 Series   |
| 250 Series   |

| # | J.B.  | Tournoi          | Année | Surface | Adversaire         | Rang | Tour | Score               |
| - | ----- | ---------------- | ----- | ------- | ------------------ | ---- | ---- | ------------------- |
| 1 | no 43 | Indian Wells     | 2022  | Dur     | Stéfanos Tsitsipás | no 5 | 1/16 | 1-6, 6-3, 6-2       |
| 2 | no 39 | Open d'Australie | 2023  | Dur     | Casper Ruud        | no 3 | 1/32 | 6-3, 7-5, 64-7, 6-2 |

## Classements ATP en fin de saison
| Année          | 2017 | 2018 | 2019 | 2020 | 2021 | 2022 | 2023 | 2024 |
| Rang en simple | 1344 | 1621 | 266  | 307  | 56   | 48   | 298  | –    |
| Rang en double | 1532 | –    | 1598 | –    | –    | –    | –    | –    |

Source : (en) Classements de Jenson Brooksby sur le site officiel de la Fédération internationale de tennis